# Mé potrhlé já
Mé trhlé já (v anglickém originále Kristin's Christmas Past) je americká komedie režírovaná Jimem Fallem, kterou napsal Rachel Stuhler. Ve filmu si zahráli Debby Ryan, Judd Nelson, Elizabeth Mitchell a Shiri Appleby. Snímek měl premiéru 23. listopadu 2013 na americké televizní stanici Lifetime.

## Obsazení
| Debby Ryan          | Haddie     |
| Judd Nelson         | Glenn      |
| Elizabeth Mitchell  | Barbara    |
| Shiri Appleby       | Kristin    |
| Courtney Henggeler  | Sophia     |
| Will Kemp           | Jamie (36) |
| Michael-James Olsen | Jamie (18) |